# Ботнерешть
Ботнерешть (рум. Botnărești) — село в Аненій-Нойському районі Молдови. Адміністративний центр однойменної комуни, до складу якої також входить село Салча.